# Jean-Pierre Claveranne
 (mars 2025).
La mise en forme du texte ne suit pas les recommandations de Wikipédia : il faut le « wikifier ».
Les points d'amélioration suivants sont les cas les plus fréquents :
- Les titres sont pré-formatés par le logiciel. Ils ne sont ni en capitales, ni en gras.
- Le texte ne doit pas être écrit en capitales (les noms de famille non plus), ni en gras, ni en italique, ni en « petit »…
- Le gras n'est utilisé que pour surligner le titre de l'article dans l'introduction, une seule fois.
- L'italique est rarement utilisé : mots en langue étrangère, titres d'œuvres, noms de bateaux, etc.
- Les citations ne sont pas en italique mais en corps de texte normal. Elles sont entourées par des guillemets français : « et ».
- Les listes à puces sont à éviter, des paragraphes rédigés étant largement préférés. Les tableaux sont à réserver à la présentation de données structurées (résultats, etc.).
- Les appels de note de bas de page (petits chiffres en exposant, introduits par l'outil «  Source ») sont à placer entre la fin de phrase et le point final[comme ça].
- Les liens internes (vers d'autres articles de Wikipédia) sont à choisir avec parcimonie. Créez des liens vers des articles approfondissant le sujet. Les termes génériques sans rapport avec le sujet sont à éviter, ainsi que les répétitions de liens vers un même terme.
- Les liens externes sont à placer uniquement dans une section « Liens externes », à la fin de l'article. Ces liens sont à choisir avec parcimonie suivant les règles définies. Si un lien sert de source à l'article, son insertion dans le texte est à faire par les notes de bas de page.
- La présentation des références doit suivre les conventions bibliographiques. Il est recommandé d'utiliser les modèles {{Ouvrage}}, {{Chapitre}}, {{Article}}, {{Lien web}} et/ou {{Bibliographie}}. Le mode d'édition visuel peut mettre en forme automatiquement les références.
- Insérer une infobox (cadre d'informations à droite) n'est pas obligatoire pour parachever la mise en page.

Pour une aide détaillée, merci de consulter Aide:Wikification.
Si vous pensez que ces points ont été résolus, vous pouvez retirer ce bandeau et améliorer la mise en forme d'un autre article.
Jean-Pierre Claveranne, né le 7 janvier 1948 à Bidache (Pyrénées-Atlantiques), est un expert en gestion des entreprises, professeur émérite de sciences de gestion à l'Université Jean-Moulin Lyon-III, fondateur de l'Institut de formation et de recherche sur les organisations sanitaires et sociales (IFROSS). Hors ses fonctions universitaires il est expert de justice près la Cour d’appel de Lyon, a occupé diverses fonctions au Ministère de l’enseignement supérieur et de la recherche, ainsi qu’au Ministère de la santé. Il préside le groupe de prospective du Conseil économique, social et environnemental régional de la région Auvergne Rhône-Alpes. Il préside plusieurs fondations et associations dont la Fondation Napoléon Bullukian, la Fondation Entrepreneurs dans la cité, le Centre régional d'études d'actions et d'informations (CREAI Rhône-Alpes).

## Biographie

### Formation
Jean-Pierre Claveranne est le fils de Jean-Joseph Claveranne, agent hospitalier, et de Renée Nougueret, couturière. Il est scolarisé à l'école communale de Bidache, puis au cours complémentaire de la même ville. Il poursuit sa scolarité au lycée technique de Bayonne. Il est bachelier en 1967 et admis en classe préparatoire. Il choisit l'école de La Martinière à Lyon. Il obtient parallèlement le DEUG de sciences économiques à l'Université de Lyon (1969). Admis à l’École normale supérieure de l’enseignement technique (ENSET), ultérieurement École normale supérieure de Cachan, en 1985, puis l'École normale supérieure Paris-Saclay en 2014. À l'issue de sa formation il obtient le CAPET (Certificat d'aptitude au professorat de l'enseignement technique) ainsi qu'un diplôme d’études supérieures en économie pour lequel il soutient des mémoires avec les professeurs Georges Lasserre, Bertrand de Jouvenel. En 1973 il réussit l' agrégation d'économie et de gestion. Il complète sa formation, après sa rencontre avec le professeur Henri Desroche, à l'École pratique des hautes études et au Collège coopératif de Paris, où il s'initie à l'économie sociale et solidaire.

### Activités universitaires
La carrière universitaire de Jean-Pierre Claveranne débute en 1973 à l'IUT de l'Université Claude-Bernard Lyon 1. La thèse de doctorat en sciences de gestion, sous la direction de Michel Marchesnay, qu'il soutient en 1979, est un Essai d'élaboration d'une grille d'analyse des comptes à l'usage d'un comité d'entreprise. À l'IUT, maître-assistant, puis maître de conférences, il dirige le département Techniques de commercialisation, jusqu'à sa nomination en qualité de professeur à l'IAE (1989). Au cours de cette période, il consacre l'essentiel de ses travaux de recherche à l'information comptable et financière. Il le fait au sein du CREPFI (Centre de recherche pluridisciplinaire sur la firme et l'industrie) en publiant des ouvrages de comptabilité (comptabilité et entreprise) et des articles dans diverses revues (Banque, Cahiers Lyonnais de Recherche en gestion, Annales de l'Association Française de Comptabilité) généralement co-signés avec Jacky Darne. L'esprit de leurs travaux est ainsi exprimé par Alain Burlaud : « Avec leur article Analyse du traitement des salaires et salariés dans les manuels de comptabilité analytique d'exploitation et de contrôle de gestion, ils introduisent une réflexion sur le calcul des coûts et non comment calculer un coût. Il apparaît avec eux une comptabilité engagée... »

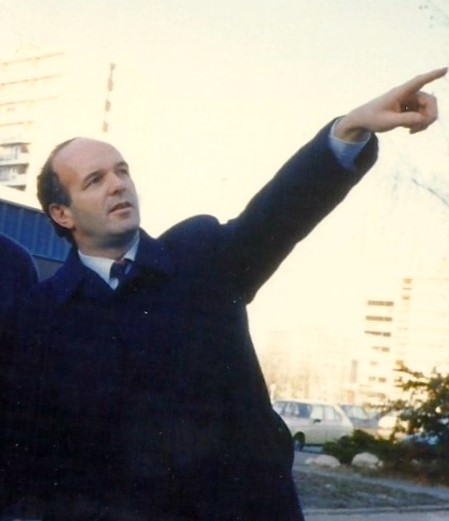
Jean-Pierre Claveranne en 1989.

Après avoir été habilité à diriger les recherches (1988), Jean-Pierre Claveranne est nommé professeur en sciences de gestion à l'Institut d'administration des entreprises de Lyon, composante de l'Université Lyon III. Il consacre une part significative de son temps à la formation continue et noue des relations avec des professionnels et des universitaires investis dans le secteur de la santé. Cela le conduit à développer des actions de formation pour les professionnels de ce secteur. Il le fait d'abord en créant un IUP, puis, lorsque cette filière est supprimée, en fondant, en 1994, en collaboration avec Marie-France Callu, l’Institut de formation et de recherche sur les organisations sanitaires et sociales (IFROSS),au sein de l'Université Lyon III. Parallèlement, il crée le Groupe de recherche appliquée pluridisciplinaire sur les organisations de santé (GRAPHOS), dont le nom est devenu Centre de recherche en droit et management des services de santé (CRDMS). Ces deux structures sont conçues pour accompagner les professionnels du secteur sanitaire et médico-social tout au long de leur carrière. Elles ont permis des travaux de recherche qui se sont traduits par de nombreuses thèses.
Jean-Pierre Claveranne a analysé aussi bien les institutions de ce secteur, par exemple Les pouvoirs de sanction des agences régionales de santé , ou Les restructurations des cliniques privées : radioscopie d'un secteur en mutation que les questions de gestion au sein de l'hôpital ou a l'extérieur (exemples : Le contrat d'objectif et de moyens : un outil au service de la régulation ; La formalisation des activités et des processus : un nouveau cadre d'analyse et d'organisation pour repenser l'hôpital ; L'hôpital en chantier : du ménagement au management).
Jean-Pierre Claveranne a exercé des fonctions au sein du ministère de l'éducation et auprès de diverses instances administratives, il est ainsi, de 1990 à 1993 conseiller pédagogique national des IUT et des IUP. Entre 1997 et 2006, il est chargé de mission auprès de la directrice des enseignements supérieurs, Francine Demichel. Il est membre de plusieurs instances administratives du secteur de la santé : Conseil scientifique de l'Agence nationale d'accréditation et d'évaluation en santé (1997), Haut Comité de la santé publique (2000).

### Activités sociales, économiques et culturelles

#### Fondation Bullukian

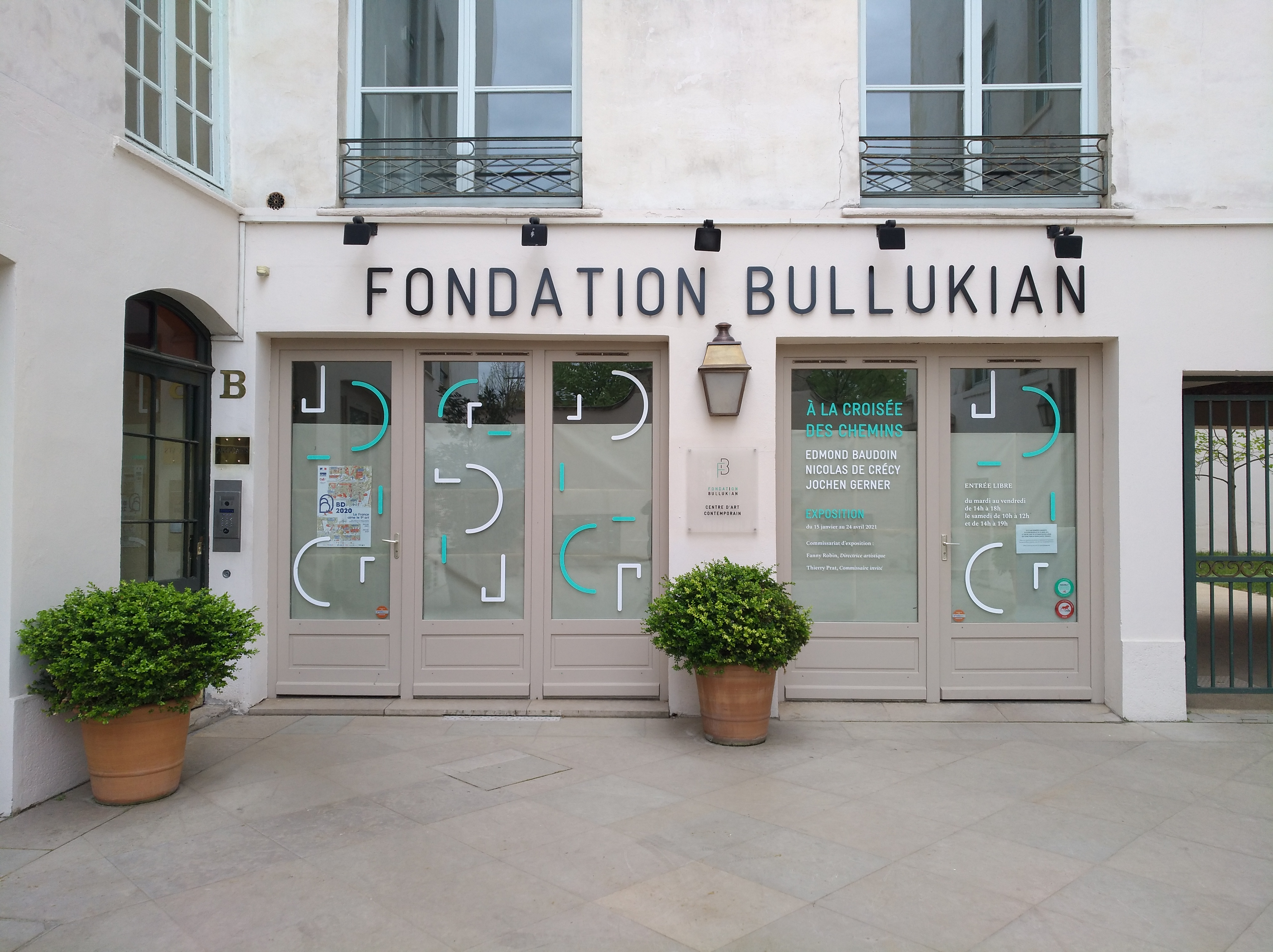
Fondation Bullukian, Place Bellecour (2021).

La Fondation Bullukian, créée en 1985, conformément aux souhaits de Napoléon Bullukian a trois missions : le soutien à la création contemporaine, la recherche médicale appliquée et le rayonnement de l’Arménie. Jean-Pierre Claveranne est élu président en 2000, succédant au professeur Pierre Marion. Sous son impulsion la fondation est reconnue d’utilité publique en 2003. Située place Bellecour, à Lyon, disposant de 1 500 m2 elle accueille des expositions temporaires, organise des rencontres et propose des activités de médiation.

#### Fondation Entrepreneurs dans la cité
Jean-Pierre Claveranne est président de la Fondation Entrepreneurs dans la cité de 2008 à 2018. Cette fondation a été créée avec trois objectifs accompagner l’envie d’entreprendre, satisfaire les besoins de protection et mettre en place des actions d’accompagnement. Elle offre à des personnes défavorisées – anciens demandeurs d’emploi, bénéficiaires de minima sociaux ou à des personnes handicapées, créateurs d’entreprises, une assurance à prix coûtant et un accompagnement.

#### Centre régional d'études d'actions et d'informations (CREAI Rhône-Alpes).
Le Centre régional pour l’enfance et l’adolescence inadaptée (CREAI) Auvergne-Rhône-Alpes, crée en 1964, est une structure associative au service des acteurs du secteur social, médico-social et sanitaire et des personnes en situation de vulnérabilité (personnes handicapées, personnes en difficultés sociales, personnes âgées, enfants et adolescents accompagnés par la protection de l’enfance) pour les accompagner dans leur parcours de vie social, médico-social et sanitaire. Jean-Pierre Claveranne en assure la présidence (2000-2020).
Jean-Pierre Claveranne a décrit l'évolution du secteur du handicap dans deux articles : Secteur du handicap : les métamorphoses d'une gestion associative  et La construction sociale du marché du handicap :entre concurrence associative et régulation politique (1943-2009).

#### Expert judicaire
À compter de 1993 Jean-Pierre Claveranne est nommé expert judiciaire auprès de la Cour d'Appel de Lyon, branche économie et finance.
Il décrit et analyse cette mission dans un article L'expertise judiciaire dans le champ des organisations de santé : le regard de deux chercheurs en Sciences de gestion.

#### Conseil économique, social & environnemental de la Région Auvergne-Rhône-Alpes
À compter de l'année 2000 Jean-Pierre Claveranne siège au sein du Conseil économique, social & environnemental régional de la Région Auvergne-Rhône-Alpes (Collège Organismes et associations). À partir de l'année 2009 il préside, jusqu'en 2024, la mission Prospective mise en place au sein du Conseil, en 2007. Il rapporte des études prospectives sur la montagne en 2040, les modes de vie à l'horizon 2050.

## Vie familiale
Martine Conci et Jean-Pierre Claveranne se sont mariés en 1970. Ils ont eu trois enfants : Bruno, chirurgien, Benoît, ancien élève de l’École nationale d’administration (ENA) exerce des fonctions de responsabilité dans le secteur de la banque et de l'assurance, et Pierre-Étienne, conseil financier pour la transition énergétique.

## Distinctions
Jean-Pierre Claveranne est nommé chevalier dans l'Ordre de la Légion d'honneur par décret du 22 mars 2002.
Il est Officier dans l'ordre des Palmes académiques (2012)
Doctorat Honoris Causa d’Universiapolis, Université internationale d'Agadir (2013).

## Ouvrages

### Publications relatives à la comptabilité et à la gestion
- Comptabilité et entreprise (co-auteur Jacky Darne), Paris, 1983, Ed. Economica, 443 p. ; 2e éd. 1985, 551 p. ; 3e éd. 1988, 630 p., 4e éd. 1991, t.1 Bases et approfondissement 415 p. t.2 Applications et réflexions 473 p.
- Plan comptable général 1982 : classement alphabétique : classement numérique (nom de plume Clarda pour Claveranne-Darne), Paris, Economica, 1982
- Lexique comptable et financier ((nom de plume Clarda pour Claveranne-Darne), Paris, Economica / cop. 1988
- Encyclopédie de l'économie et de la gestion, dir. A. Silem, 1991, Hachette Education, chapitres" comptabilité privée, théorie et gestion financière" (co-auteur Jacky Darne) 592 p. Projectique . A la recherche du sens perdu,(dir. avec Jean-Michel Larrasquet et Nimal Jayaratna), préface Philippe d'Iribarne, postface Joël de Rosnay, Paris 1999, Economica, 407 p.

### Publications relatives au secteur de la santé
- La santé de demain ; vers un système de soins sans murs (co-auteur Claude Lardy, Paris, 1999, Economica, 298 p.
- Repenser les processus à l'hôpital. Une méthode au service de la performance (co-auteur Christophe Pascal), préface de Alain Coulomb, Paris 2004, Médica, 262 p.
- Hôpital et innovation technologique : Le modèle de l'imagerie, (dir. avec Michel Amiel), Paris, 2004, Médica, 218 p.
- Dictionnaire commenté d'économie de la santé (co-auteurs : Jean-Paul Auray, Ariel Beresniak; C. Duru), Paris, 1996, Éditions Masson, 160 p.
- Vieillesse et vieillissements. Regards croisés (co-auteur Bérangère Szostak et al.), 2025, Ems Management et Sociétés

### Autres publications
- Cette Europe dont on parle (co-auteur Jacky Darne), Villeurbanne, 1989 1e éd. 192 p. 2e éd. 1990, 288 p.  (ISBN 2-908049-02-3)
- Montagne 2040, rapport, CESR Rhône-Alpes, 2013 [lire en ligne]
- Modes de vie en Auvergne-Rhône-Alpes à l’horizon 2050, rapport, CESR Auvergne-Rhône-Alpes, 2023 [voir en ligne]
- Couty: Inédit, (co-auteurs : Lydia Harambourg, Bernard Gouttenoire, Jean-Pierre Claveranne, Jacques Bruyas), 2006, Editions La Taillanderie, 120 p.